# Codonocarpus
Codonocarpus es un género  de arbustos o pequeños árboles de la familia Gyrostemonaceae.  Comprende 5 especies descritas y de estas, solo 3 aceptadas.

## Taxonomía
El género fue descrito por A.Cunn. ex Endl. y publicado en Genera Plantarum 978. 1840. La especie tipo es: Codonocarpus australis A. Cunn. ex Moq.  

## Especies aceptadas
A continuación se brinda un listado de las especies del género Codonocarpus aceptadas hasta mayo de 2014, ordenadas alfabéticamente. Para cada una se indica el nombre binomial seguido del autor, abreviado según las convenciones y usos. 
- Codonocarpus attenuatus (Hook.) H.Walter
- Codonocarpus cotinifolius
- Codonocarpus pyramidalis  (Hook.) H.Walter